# Lachenalia valeriae
Lachenalia valeriae är en sparrisväxtart som beskrevs av G.D.Duncan. Lachenalia valeriae ingår i släktet Lachenalia och familjen sparrisväxter. Inga underarter finns listade i Catalogue of Life.